# Antoni Ławrynowicz (żołnierz)

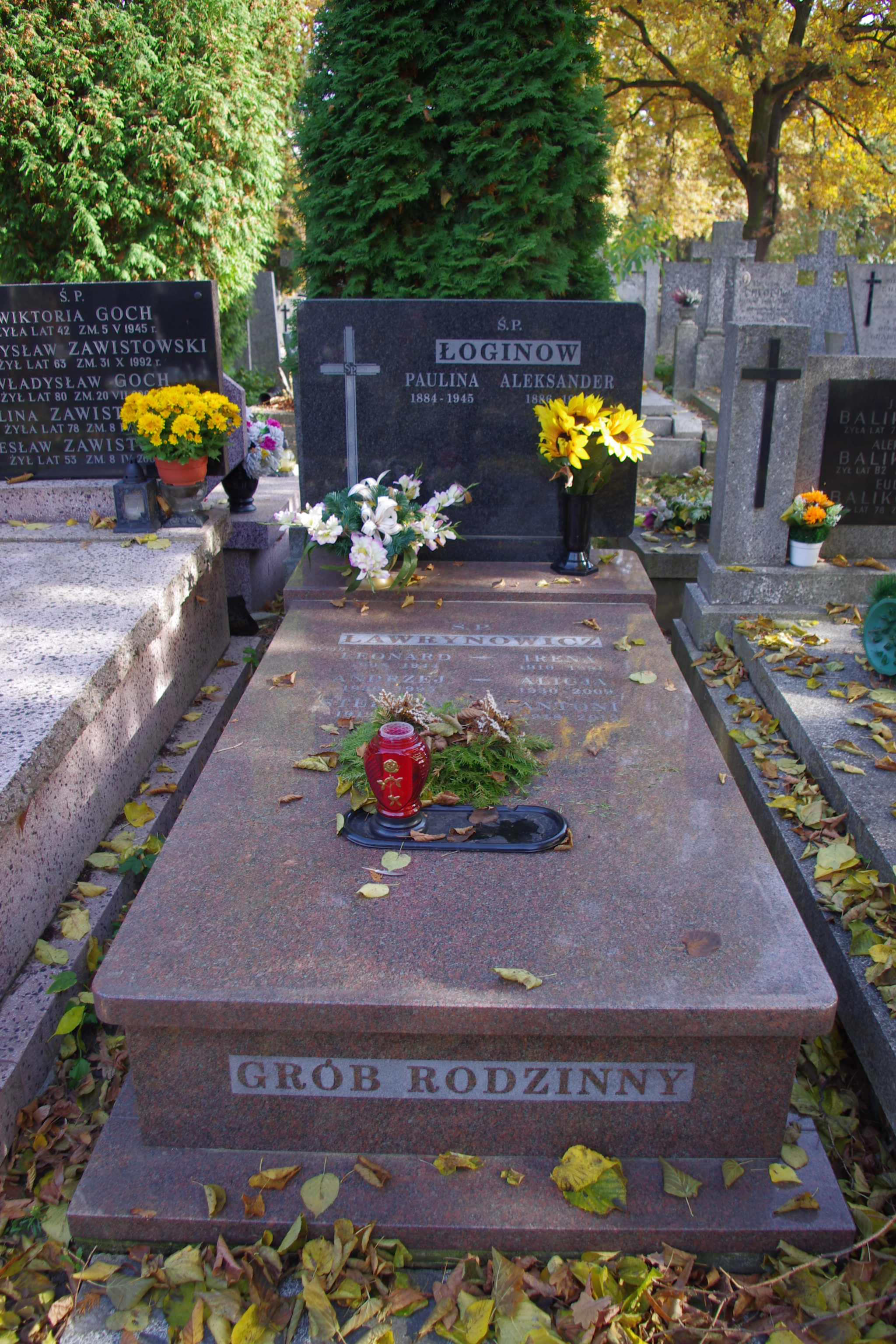
Grób pułkownika Antoniego Ławrynowicza na cmentarzu Bródnowskim w Warszawie

Antoni Napoleon Ławrynowicz (ur. 22 kwietnia 1918 w Wilnie, zm. 30 maja 2012 w Warszawie) – polski działacz kombatancki, pułkownik Wojska Polskiego w stanie spoczynku, weteran II wojny światowej, kawalerzysta, współzałożyciel Fundacji na Rzecz Tradycji Jazdy Polskiej, wieloletni działacz Środowiska Kleeberczyków.

## Życiorys
Ukończył gimnazjum w Wilnie. Był absolwentem Szkoły Podchorążych Rezerwy Kawalerii w Grudziądzu. Służył jako oficer 3. Pułku Strzelców Konnych im. hetmana Stefana Czarnieckiego w Wołkowysku. Uczestniczył w działaniach obronnych we wrześniu i październiku 1939 r., w składzie Samodzielnej Grupy Operacyjnej „Narew” oraz Dywizji Kawalerii „Zaza”. Brał udział w bitwie pod Kockiem, po której dostał się do niewoli niemieckiej. Był jeńcem Stalagu II D Stargard.
Po zakończeniu działań wojennych, osiadł w Warszawie i pracował w instytucjach związanych z budownictwem. Był działaczem Stowarzyszenia Kombatantów – Duszpasterstwo Weteranów Kawalerii i Artylerii Konnej. Po utworzeniu przez stowarzyszenie Sali Rycerskiej gdzie zgromadzono bogate zbiory dotyczące tradycji polskiej kawalerii w kościele św. Anny w Warszawie, został jej kustoszem i pełnił tę funkcję przez wiele kolejnych lat. Staraniem płk. Antoniego Ławrynowicza i Fundacji na Rzecz Tradycji Jazdy Polskiej zbiory warszawskiej Sali Rycerskiej zostały w 1995 r., przeniesione do Muzeum im. ks. dr. Władysława Łęgi w Grudziądzu.
Był w gronie inicjatorów I Zjazdu Oficerów Kawalerii Służby Stałej, który odbył się w Warszawie i w Grudziądzu w 1989 r. Współtwórca i wieloletni działacz powołanej do życia w Grudziądzu – Fundacji na Rzecz Tradycji Jazdy Polskiej. Od 1991 r., członek Rady Fundacji, piastował także przez kilka lat funkcję członka Komisji Rewizyjnej. Uczestnik 22 Zjazdów Kawalerzystów II RP.
Przez wiele lat był uczestnikiem uroczystości rocznicowych w Kocku i Muzeum Czynu Bojowego Kleeberczyków w Woli Gułowskiej w gminie Adamów.
Zmarł 30 maja 2012 w Warszawie. Został pochowany 11 czerwca 2012 r. na cmentarzu Bródnowskim w Warszawie (kwatera 16K-6-10).

## Odznaczenia
- Krzyż Komandorski Orderu Odrodzenia Polski (2004)[1]
- Krzyż Kampanii Wrześniowej
- Medal „Pro Patria” (2012)[2]
- Medal „Pro Memoria”
- Złoty Medal Opiekuna Miejsc Pamięci Narodowej
- Odznaka „Zasłużony Działacz Kultury”